# Feld, Acker, Wiese – Freiflächen der Nordschweiz
Feld, Acker, Wiese – Freiflächen der Nordschweiz ist ein Schweizer Dokumentarfilm von Marco Dominik Graf aus dem Jahr 2021, der die Agrarlandschaften und naturräumlichen Freiflächen der Nordschweiz thematisiert. Der Film dokumentiert das Zusammenspiel von Mensch, Tier und Natur auf diesen landwirtschaftlich geprägten Flächen.

## Handlung und Thema
Der Dokumentarfilm zeigt in einer episodischen Struktur das Leben auf den Feldern und Wiesen der Nordschweiz und dokumentiert dabei jahreszeitliche Veränderungen der Flora und Fauna. Dabei werden unterschiedliche Menschen begleitet, die sich aktiv für den Naturschutz und eine nachhaltige Bewirtschaftung einsetzen. Falkner, Imker und innovative Landwirte stellen dabei verschiedene Projekte und Konzepte vor, die den Fokus auf eine harmonische Koexistenz zwischen Landwirtschaft und Ökosystem legen. Der Film veranschaulicht die komplexen ökologischen Zusammenhänge, die für das Verständnis und die Pflege der landwirtschaftlichen Landschaften von Bedeutung sind.

## Produktion und Stil
Marco Dominik Graf verantwortete nicht nur Regie und Produktion, sondern auch das Drehbuch, die Kamera und den Schnitt des Films. Feld, Acker, Wiese will sich durch ästhetische Naturaufnahmen und eine ruhige Erzählweise hervorheben. Der Film legt Wert auf eine visuell unaufgeregte, aber eindringliche Bildsprache, welche die Ästhetik der Agrarlandschaften in ihrer natürlichen Form zeigt. Mit einer naturnahen Erzählweise vermeidet der Film spektakuläre Effekte und lässt stattdessen die schlichte, stille Schönheit der Natur wirken, was das Verhältnis zwischen Natur und menschlicher Nutzung verdeutlicht.

## Veröffentlichung und Rezeption
Der Film wurde 2021 in verschiedenen Schweizer Kinos sowie auf Umweltfilm-Festivals präsentiert. Er richtet sich an ein Publikum mit Interesse an ökologischen Themen und nachhaltiger Landwirtschaft. Die Dokumentation hat Aufmerksamkeit für die Bedeutung der Agrarlandschaften in der Schweiz erregt und soll das Bewusstsein für deren Erhalt und Pflege fördern.